# Nashornleguan

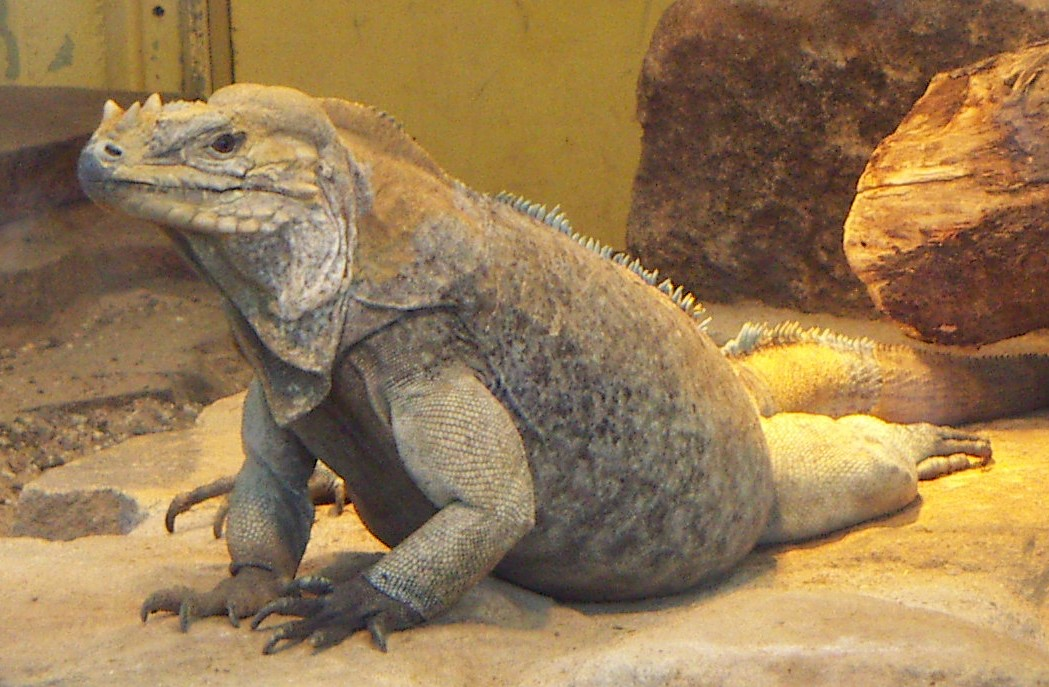
Nashornleguan im Allwetterzoo Münster

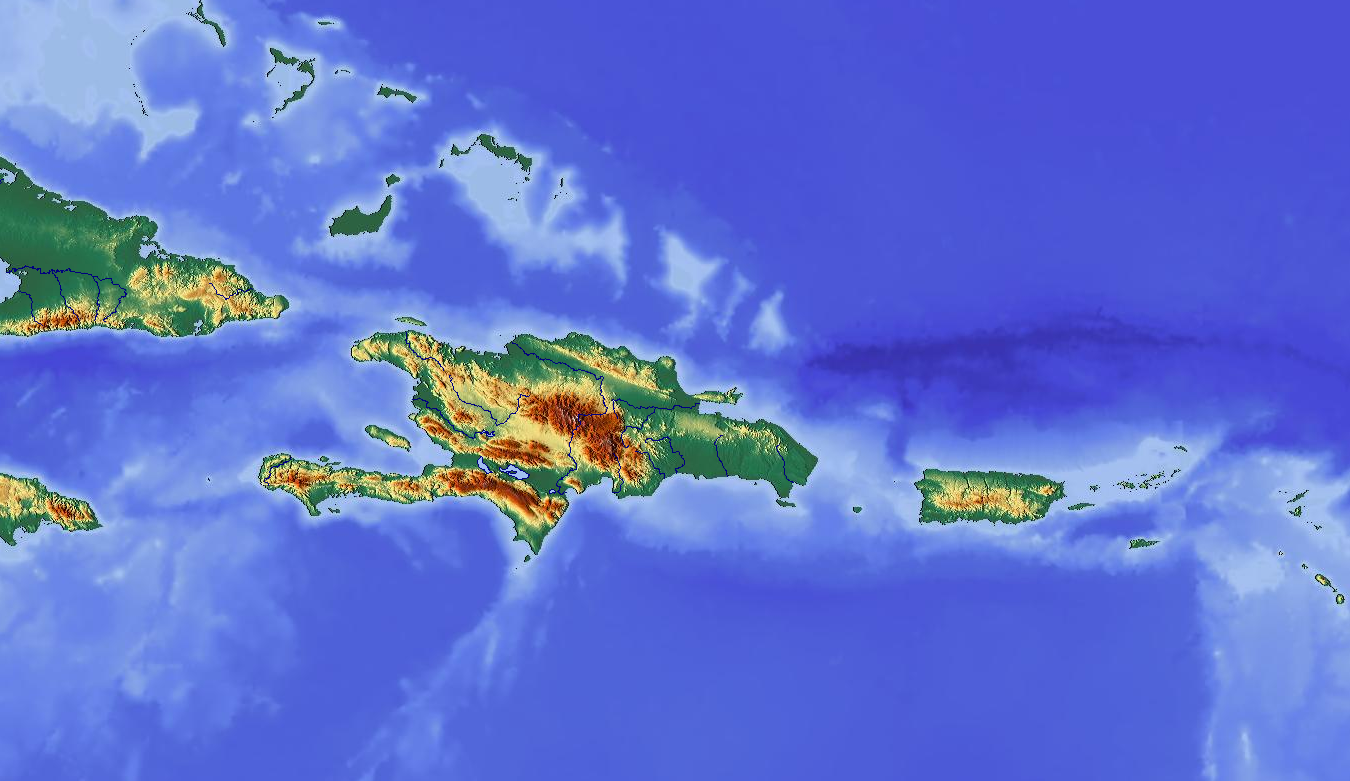
Hispaniola und umgebende kleinere Inseln, der Lebensraum des Nashornleguans.

Der Nashornleguan (Cyclura cornuta) ist eine gefährdete Echsenart aus der Gattung der Wirtelschwanzleguane (Cyclura), die hauptsächlich auf Hispaniola und den umgebenden kleineren Inseln beheimatet ist.

## Merkmale
Ihren Namen erhielt die Art wegen der 3 kleinen Hörner, die die Schnauze zieren. Die Tiere erreichen eine Länge von gut 1,5 Metern und ein Gewicht von etwa 10 Kilogramm.

## Lebensweise
Nashornleguane leben am Boden, wo sie mit ihren kräftigen Krallen zwischen Felsspalten Höhlen graben. Sie können, wie andere Leguane, aber auch auf Bäume klettern. Die Tiere leben in kleinen Kolonien zusammen. Unter den Männchen finden zur Paarungszeit Rivalenkämpfe, unter den Weibchen später Kämpfe um die besten Legeplätze statt.
Nach etwa 3–4 Monaten werden 15–20 Eier in eine Bruthöhle gelegt. Nach ungefähr 100 Tagen schlüpfen die Jungen, die bereits etwa 30 cm lang und 45 Gramm schwer sind.
Nach 5–6 Jahren sind Nashornleguane geschlechtsreif. Die Lebenserwartung in freier Wildbahn liegt bei etwa 25 Jahren, in Gefangenschaft bei bis zu 40 Jahren.
Nashornleguane nehmen hauptsächlich pflanzliche Nahrung auf, selten aber auch Insekten und Kleintiere.

## Unterarten
Es werden drei Unterarten unterschieden:
- Cyclura cornuta cornuta auf Hispaniola und umgebenden kleineren Inseln.
- † Cyclura cornuta onchiopsis auf Navassa
- Cyclura cornuta stejnegeri auf der Isla de Mona

## Bedrohung
Die Art ist stark gefährdet, da sie der menschlichen Bevölkerung ihrer Heimat oftmals als einziger Fleischlieferant dient. Ein anderer Faktor ist die Reduzierung ihres Lebensraumes.
Der Handel mit Nashornleguanen ist nach dem Washingtoner Artenschutzübereinkommen verboten. Der Verkauf von Nachzuchten mit entsprechenden Zertifikaten ist erlaubt. In vielen Zoologischen Gärten laufen Zuchterhaltungsprogramme.